# Duetto (serie televisiva)
Duetto (Duet) è una serie televisiva statunitense in 54 episodi trasmessi per la prima volta nel corso di 3 stagioni dal 1987 al 1989.
È una sitcom a sfondo romantico incentrata sulla vita di coppia di Ben Coleman, aspirante scrittore di romanzi, e Laura Kelly, che lavora in un servizio di catering.

## Personaggi e interpreti
- Ben Coleman (54 episodi, 1987-1989), interpretato da Matthew Laurance.
- Laura Kelly (54 episodi, 1987-1989), interpretata da Mary Page Keller.
- Richard Phillips (54 episodi, 1987-1989), interpretato da Chris Lemmon.
- Linda Phillips (54 episodi, 1987-1989), interpretata da Alison La Placa.
- Jane Kelly (54 episodi, 1987-1989), interpretata da Jodi Thelen.
- Geneva (53 episodi, 1987-1989), interpretata da Arleen Sorkin.
- Cooper Hayden (22 episodi, 1987-1988), interpretato da Larry Poindexter.
- Amanda Phillips (19 episodi, 1988-1989), interpretata da Ginger Orsi.
- Nina (6 episodi, 1987), interpretata da Mindy Seeger.
- Steve (5 episodi, 1987-1989), interpretato da Joshua Cadman.
- Simon (3 episodi, 1987-1988), interpretato da Steven Tash.
- Dottor Dellerton (2 episodi, 1987-1989), interpretato da Raye Birk.
- Bonnie (2 episodi, 1987-1988), interpretato da Diane Robin.
- Rose (2 episodi, 1987), interpretata da K Callan.
- Dottor Becker (2 episodi, 1987), interpretato da Norman Parker.
- Jim Phillips (2 episodi, 1987), interpretato da Robert Reed.
- Rachel (2 episodi, 1987), interpretata da Jamie Rose.
- Amanda (2 episodi, 1987), interpretata da Laurie Walters.
- Luke (2 episodi, 1988-1989), interpretato da Julius Carry.

## Produzione
La serie, ideata da Ruth Bennett e Susan Seeger, fu prodotta da Paramount Television e Ubu Productions e girata negli studios della Paramount a Hollywood in California. Le musiche furono composte da Buddy Budson.

### Registi
Tra i registi sono accreditati:
- Arlene Sanford in 20 episodi (1987-1989)
- Lee Shallat Chemel in 6 episodi (1988-1989)
- Michael Zinberg in 5 episodi (1987-1989)
- David Steinberg in 3 episodi (1987)
- Iris Dugow in 3 episodi (1988-1989)
- Peter Baldwin in 2 episodi (1987)

### Sceneggiatori
Tra gli sceneggiatori sono accreditati:
- Ruth Bennett in 54 episodi (1987-1989)
- Susan Seeger in 54 episodi (1987-1989)
- Sheree Guitar in 2 episodi (1987-1988)
- Lisa Medway
- Michael Zinberg

## Distribuzione
La serie fu trasmessa negli Stati Uniti dal 19 aprile 1987 al 7 maggio 1989  sulla rete televisiva Fox. In Italia è stata trasmessa su RaiUno con il titolo Duetto.

## Episodi
| Stagione         | Episodi | Prima TV USA | Prima TV Italia |
| ---------------- | ------- | ------------ | --------------- |
| Prima stagione   | 13      | 1987         |                 |
| Seconda stagione | 22      | 1987-1988    |                 |
| Terza stagione   | 19      | 1988-1989    |                 |